# 361 (číslo)
Tři sta šedesát jedna je přirozené číslo, které následuje po čísle tři sta šedesát a předchází číslu tři sta šedesát dva. Římskými číslicemi se zapisuje CCCLXI a řeckými číslicemi τξα.

## Matematika
361 je:
- Nešťastné číslo
- Druhá mocnina čísla 19

## Astronomie
- (361) Bononia je planetka Hildiny skupiny, kterou objevil v roce 1893 Auguste Charlois

## Doprava
- Silnice II/361 je česká silnice II. třídy vedoucí na trase Jaroměřice nad Rokytnou – Rozkoš – Jevišovice[1]

## Ostatní
- Herní pole deskové hry Go tzv. goban obsahuje celkem 19 × 19 = 361 průsečíků, na které se v průběhu hry pokládají bílé a černé herní kameny

## Roky
- 361
- 361 př. n. l.